# Усов, Павел Васильевич
Па́вел Васи́льевич Усов (27 января 1917 — 25 ноября 1942) — командир взвода 7-го понтонно-мостового батальона 7-й армии. Герой Советского Союза (1940), младший лейтенант.

## Биография
Родился в селе Корабельное (ныне в черте Архангельска) в семье рабочего.
После окончания в 1935 году Архангельского педагогического техникума работал учителем в детской спортивной школе, позднее стал её директором.
В 1937 году призван в Красную Армию. В 1939 году окончил курсы младших лейтенантов при Ленинградском военно-инженерном училище им. Жданова. Участник советско-финляндской войны 1939—1940 годов.
Командир взвода 7-го понтонно-мостового батальона, младший лейтенант Усов 6 декабря 1939 года организовал переправу через реку Тайпален-Йоки. На понтоне за три рейса он переправил десант пехоты, что позволило захватить плацдарм. Затем, на пароме, собранном П. В. Усовым, были переправлены танки. Указом Президиума Верховного Совета СССР от 15 января 1940 года «за образцовое выполнение боевых заданий командования на фронте борьбы с финской белогвардейщиной и проявленные при этом отвагу и геройство» младшему лейтенанту Усову Павлу Васильевичу присвоено звание Героя Советского Союза с вручением ордена Ленина и медали «Золотая Звезда».
После окончания финской войны П. В. Усов был назначен преподавателем понтонного дела Ленинградского военно-инженерного училища.
Участник Великой Отечественной войны. В марте 1942 года направлен в действующую армию в должности заместителя командира 9-го отдельного понтонно-мостового батальона. Вскоре старший лейтенант Усов был назначен командиром 61-го отдельного понтонно-мостового батальона.
25 ноября 1942 года при выполнении задания в районе деревни Хлепень майор Усов погиб и был похоронен в селе Погорелое Городище Калининской (ныне — Тверской) области.

## Награды
- Герой Советского Союза (15 января 1940)
- Медаль «Золотая Звезда» (№ 216)
- Орден Ленина
- Орден Красной Звезды

## Память
Имя Героя носят:
- улица в городе Архангельске
- детская спортивная школа № 2 в Архангельске

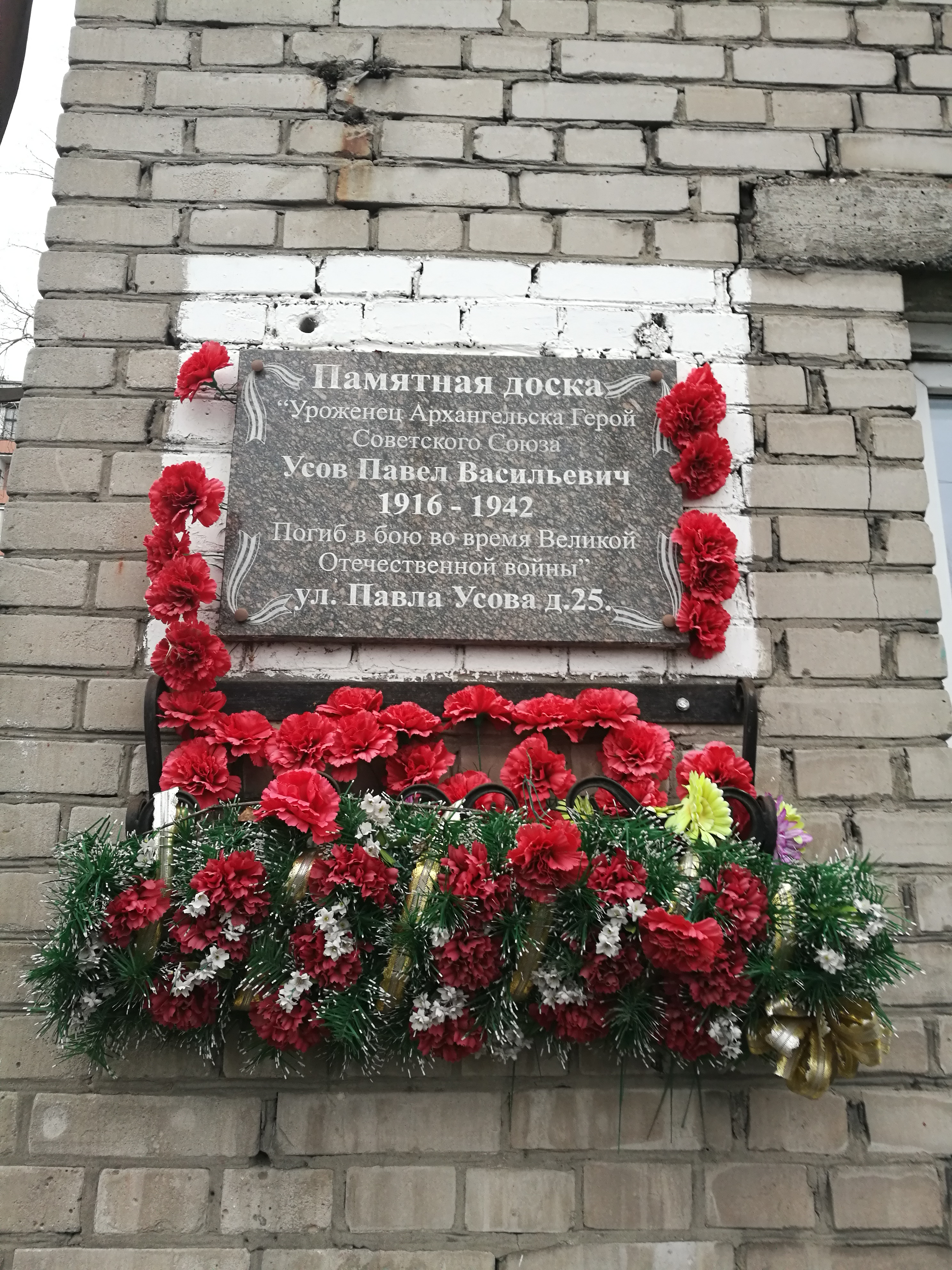
Памятная доска Павлу Усову в Архангельске на одном из домов, расположенных на улице, названной в его же честь

- средняя школа № 36 в Архангельске